# 안톤 슈미트

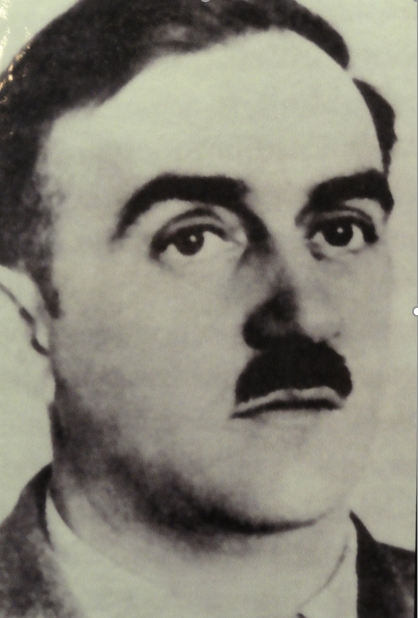

안톤 슈미트(독일어: Anton Schmid, 1900년 1월 9일 ~ 1942년 4월 13일)는 오스트리아의 전기공, 군인이다. 제2차 세계 대전 당시 독일 국방군에 징집당했다. 오늘날의 리투아니아 빌뉴스에서 부사관 신분으로 유대인 250명을 빼돌려 그들에게 가짜 신분증을 제공해 살려 줬다가 친위대에게 발각당해 처형당했다.